# Glyphomitrium canadense
Glyphomitrium canadense là một loài rêu trong họ Ptychomitriaceae. Loài này được Mitt. mô tả khoa học đầu tiên năm 1864.